# Simion Iuca
 (janvier 2012).
Simion Iuca (Bucarest, 1907 - Bucarest, 1994) est un artiste graveur et peintre roumain. Il fut, pendant quatre décennies, professeur à la chaire de gravure de l'université des Beaux-Arts de Bucarest. Il signait « Simion A. Iuca », associant à son nom l'initiale « A » du prénom de son père.

## Biographie
Simion Iuca a suivi les cours des Beaux-Arts de George Demetrescu-Mirea à Bucarest, puis s'est établi à Paris de 1929 jusqu'en 1934. Pendant ces années parisiennes, il a approfondi sa vision de peintre dans l'atelier de son maître Lucien Simon et auprès de ses collègues comme Yves Brayer, Lucien Fontanarosa ou Georges Rohner. Il a développé de multiples expériences et apprentissages dans le domaine de la gravure d'art avec Jean Antonin Delzers et s'est également intéressé aux aspects mécaniques et industriels de la gravure et de l'édition à l'École Estienne et auprès des Imprimeries d'art Trautmann et Leblanc.
Il a été présent et, parfois, remarqué par les critiques dans la plupart des salons parisiens de l'époque : les Salons d'Automne, des Tuileries, des indépendants, des artistes français, de la Société nationale des beaux-arts.
Il a également exposé dans des galeries. Préoccupé par les aspects théoriques et multidisciplinaires des différentes expressions artistiques, il a été secrétaire-archiviste de l'Association pour l'étude des Arts et les Recherches Relatives à la Science de l'Art, présidée par Paul Valéry et Victor Basch.
Revenu à Bucarest en 1935, Simion Iuca a présenté au public de Bucarest une exposition personnelle de peintures et de gravures, a fait partie d'associations artistiques et, surtout, a commencé son activité de professeur à la chaire de gravure de l'Académie des Beaux-Arts dès 1936. Il a tenu ses cours de techniques de la gravure jusqu'en 1977.

## Œuvre
Aimant et respectant ses étudiants, il a privilégié sa mission de pédagogue. Pour cette raison, la mémoire collective a gardé le souvenir de Simion Iuca comme celui d'un des plus importants maîtres de l'enseignement artistique roumain. Ce n'est qu'en 2000, six ans après sa mort et 65 ans après son unique exposition personnelle de son vivant, qu'une exposition lui était consacrée à Bucarest. Elle comportait une sélection de peintures et de gravures de l'artiste professeur, à laquelle avaient été jointes des œuvres gravées d'une vingtaine de ses élèves, dans des formes d'expression les plus diverses. À cette occasion, le public roumain voyait réunies pour la première fois des œuvres de Simion Iuca peintes et gravées.
Il construisait ses peintures avec rigueur, recherchait l'équilibre des compositions avant de se laisser séduire par le charme d'un détail. Il gardait l'empreinte d'une tradition académique respectée pour sa discipline, mais laissait s'affirmer une sensibilité proche de l'esprit post-impressionniste.
C'est en gravure que se manifeste l'importance et la force de son dessin. Sa maîtrise surprenante de toutes les techniques lui a permis d'interpréter une vision proche de celle du peintre, mais sur la structure offerte par un dessin robuste, dans des solutions techniques parfaitement adaptées. Il en résulte des paysages ou des portraits qui s'inscrivent dans un territoire de poésie mélancolique, de vérité enchantée.
Cette maîtrise technique a été utilisée par Simion Iuca pour restaurer des plaques de gravure d'artistes décédés ou pour retravailler des plaques gravées par des artistes moins habitués aux exigences techniques de la gravure. Il y a ainsi des « tirages Iuca » de gravures de grands peintres roumains comme Gheorghe Petrașcu ou Sabin Popp. Simion Iuca a été une figure marquante de la vie artistique roumaine du XXe siècle, que ce soit pour l'organisation de l'enseignement artistique universitaire, pour la mise en place du dépôt légal des œuvres d'art imprimées suivant l'exemple français en la matière, mais aussi par sa participation à la vie du Syndicat professionnel des artistes, comme au travers d'écrits sur l'art, sur la gravure.
Depuis le mois de juin 2019, une salle de musée intitulée "Colectia Simion A. Iuca" a été inaugurée au Musée des Collections d'Art de Bucarest (Roumanie), qui présente une sélection de gravures, peintures et dessins de l'artiste.